# WHO AM I? (1998年の映画)
『WHO AM I?』（フーアムアイ、原題: 我是誰、英語題: Who am I?）は、1998年製作のジャッキー・チェン主演の香港映画。

## 概要
南アフリカで活動中に事故で記憶を失い、ひとりぼっちになってしまった某国特殊部隊の隊員が自分の素性を求めて旅に出るといった物語。
「アジアの鷹」シリーズ以上の本格的な国際間ストーリーとロケーション、激しく奇想天外な格闘アクションや豪快なカースタントの数々などにより、『ポリス・ストーリー/香港国際警察』以外のジャッキー現代劇作品の中でもファンの人気が高い。
クライマックス、オランダの高層ビル上で展開する過激なスタント・アクションは、ジャッキー自身が選んだ傑作スタント10本の1つに数えている。
ジャッキーの90年代の集大成と言われているのが本作である。ここでともに監督をしたベニー・チャンの腕を買ったジャッキーは後にも彼と組むことになる。
日本では諸事情により香港より1年半遅く公開された。日本出身のタレント、ミシェル・フェレと山本未來の2人がダブルヒロインとして登場。ミシェルと山本は本作の日本語吹替版で自身の役を自ら吹き替えている。
ビデオ・DVD『ジャッキー・チェン マイ・スタント』の弟1巻に本作のカーアクションやビルの屋上の対決シーンのメイキングが収録されている。中盤のカーチェイスシーンは南アフリカ国内の設定だが一部はオランダ国内でも撮影されている。殺し屋たちの乗るBMWが途中で右ハンドルから左ハンドルに変わっているのがわかる（当然のことながら、この時にジャッキーたちが乗るランサー・エボⅣにはそのような状況は見られない。ただし、撮影用のフェイク(普通のランサーをエボ外装にしたもの)の存在は確認できる）。

## ストーリー
1996年の感謝祭、南アフリカで作戦中の某国特殊部隊を乗せたヘリが遭難した。やがてただ1人生き残った隊員523号（ジャッキー・チェン）は地元の部族民に救われるが、記憶喪失になり自分の名前も素性も忘れてしまう。部族民たちに名を訊かれた523号が思わず「俺は誰だ（Who am I?）」と言ったため、そのまま通り名が「フーアムアイ」となる。
自分の素性を知るための旅に出た彼は、近隣で開催されていたラリーの選手ユキ（山本未來）や新聞記者のクリスティーン（ミシェル・フェレ）と出会い文明社会へ戻る。やがて彼の前にCIAのモーガン（ロン・スメルチャク）という男が現れ、ある秘密を守るためにフーアムアイを暗殺しようと迫ってくる。

## 出演
| 役名                                          | 俳優                   | 日本語吹替 | 日本語吹替 | 日本語吹替 |
| 役名                                          | 俳優                   | ソフト版 | テレビ東京版 | テレビ朝日版 （）内は追加収録担当 |
| --------------------------------------------- | ---------------------- | --- | --- | --- |
| 523号（フーアムアイ） CIA香港支局員ジャッキー | ジャッキー・チェン     | 石丸博也 | 石丸博也 | 石丸博也 |
| クリスティーン・スターク                      | ミシェル・フェレ       | ミシェル・フェレ | 冬馬由美 | 魏涼子 |
| オオサト・ユキ                                | 山本未來               | 山本未來 | 千島楊子 | 田村真紀 （北原沙弥香） |
| モーガンCIA局員                               | ロン・スメルチャク     | 有本欽隆 | 佐々木勝彦 | 小川真司 |
| シャーマン将軍                                | エド・ネルソン         | 村松康雄 | 稲垣隆史 | 阪脩 |
| 日本人特殊部隊員タケシ                        | ケイン・コスギ         | | | |
| 韓国人特殊部隊員ディク                        | ロウ・ホイクォン       | | | |
| ネルソン                                      | チップ・ブレイ         | | | 納谷六朗 |
| テコンドー使いの殺し屋                        | ロン・スムーレンバーグ | | | |
| 蔡李佛拳使いの殺し屋                          | 關勇                   | | | |
| その他声の出演                                | その他声の出演         | 秋元羊介 田中正彦 後藤敦 広瀬正志 石波義人 幹本雄之 安井邦彦 金野恵子 柳沢栄治 堀川仁 岡本章子 高田より子 朝倉佐知 大黒和広 丸山純路 | 千田光男 内田直哉 宝亀克寿 谷口節 岩崎ひろし 相沢正輝 稲葉実 斎藤志郎 小島敏彦 中田和宏 樫井笙人 家中宏 土田大 宗矢樹頼 中博史 茂呂田かおる 村井かずさ | 糸博 大滝寛 辻親八 篠原大作 星野充昭 小室正幸 石住昭彦 大家仁志 仲野裕 秋元羊介 金沢映子 田島康成 岸祐二 天田真人 川村拓央 水島大宙 渡辺英雄 木内レイコ |
|                                               |                        | | | |
| 演出                                          | 演出                   | 春日一伸 | 高橋剛 | 木村絵理子 |
| 翻訳                                          | 翻訳                   | 徐賀世子 | 松崎広幸 | 徐賀世子 |
| 調整                                          | 調整                   | | 重光秀樹 | 高橋昭雄 |
| 効果                                          | 効果                   | | リレーション | サウンドボックス |
| 担当                                          | 担当                   | | 別府憲治（ケイエスエス） | |
| 配給                                          | 配給                   | | ギャガ・コミュニケーションズ | |
| 編集協力                                      | 編集協力               | | | IMAGICA 宮本陽介 |
| 制作協力                                      | 制作協力               | | | ViViA 清宮正希 |
| プロデューサー                                | プロデューサー         | | 深澤幹彦 久保一郎（テレビ東京） | 松田佐栄子 |
| 制作                                          | 制作                   | ACクリエイト | テレビ東京 ケイエスエス | 東北新社 |

- テレビ東京版：初回放送2001年10月4日『木曜洋画劇場』

格闘シーンの掛け声は原音に切り替わる。これは提供されたM&Eに残っていたためであり、テレビ東京側のプロデューサーである久保一郎は往年の香港映画を吹替で観て育った世代でもあったためこの点が心残りで後日「不完全燃焼」と綴っている。
- テレビ朝日版：初回放送2003年2月23日『日曜洋画劇場』

テレビ朝日版は2021年1月18日にWOWOWで放送される際、地上波放送時にカットされた部分を追加録音した「吹替補完版」が放送。その際、一部声優が担当していた箇所は別の声優が代役を務めている。

## スタッフ
- 監督・脚本・武術指導：ジャッキー・チェン
- 監督：ベニー・チャン
- 脚本：スーザン・チャン、リー・レイノルズ
- 製作総指揮：レナード・ホー
- 製作：バービー・タン
- 音楽：ネイサン・ウォン
- 撮影：プーン・ハンサン
- 美術：オリバー・ウォン
- 編集：ピーター・チョン、ヤウ・チーワイ
- 主題曲：エミール・チョウ

## ロケ地

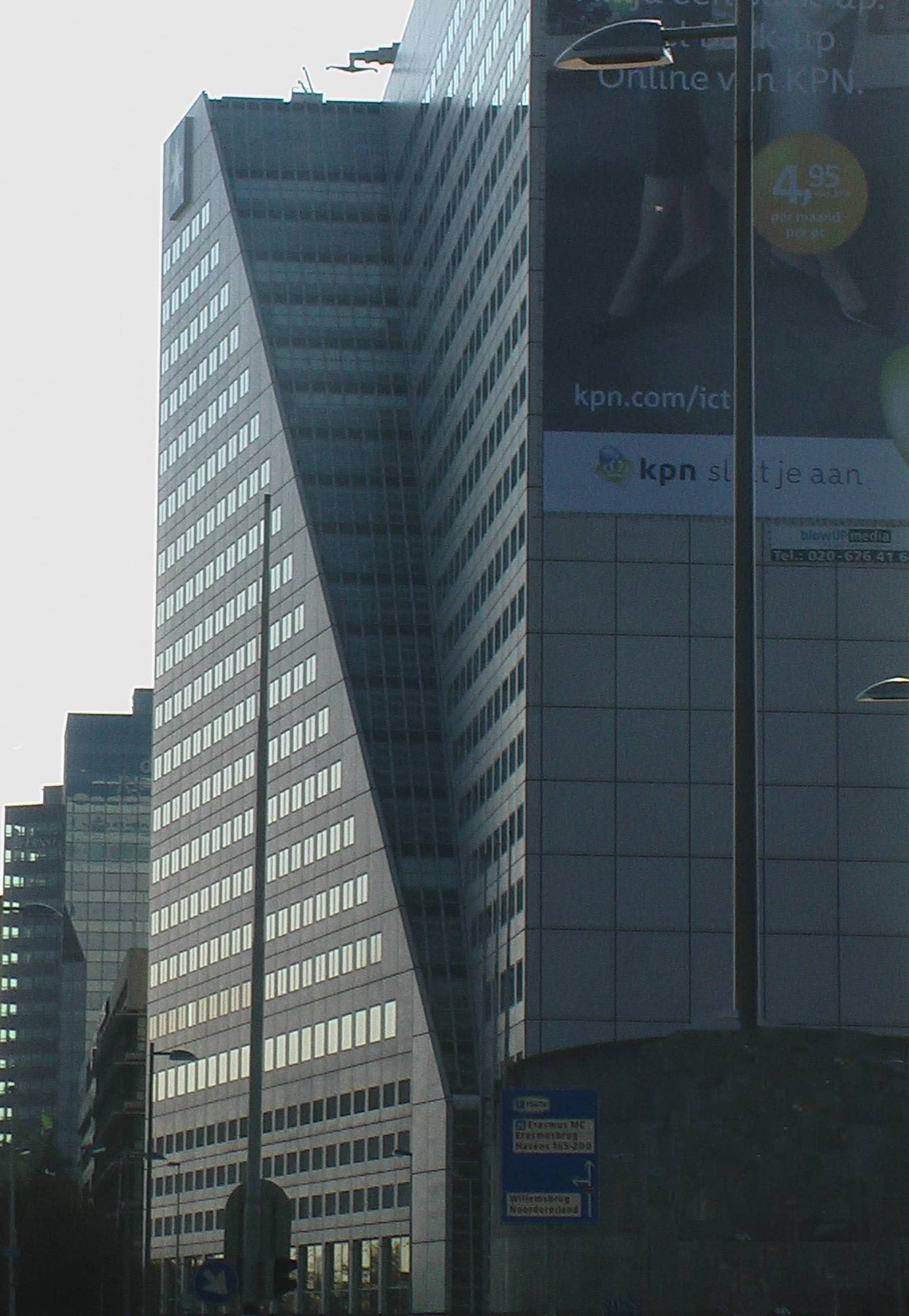
ロッテルダムのWillemswerf building
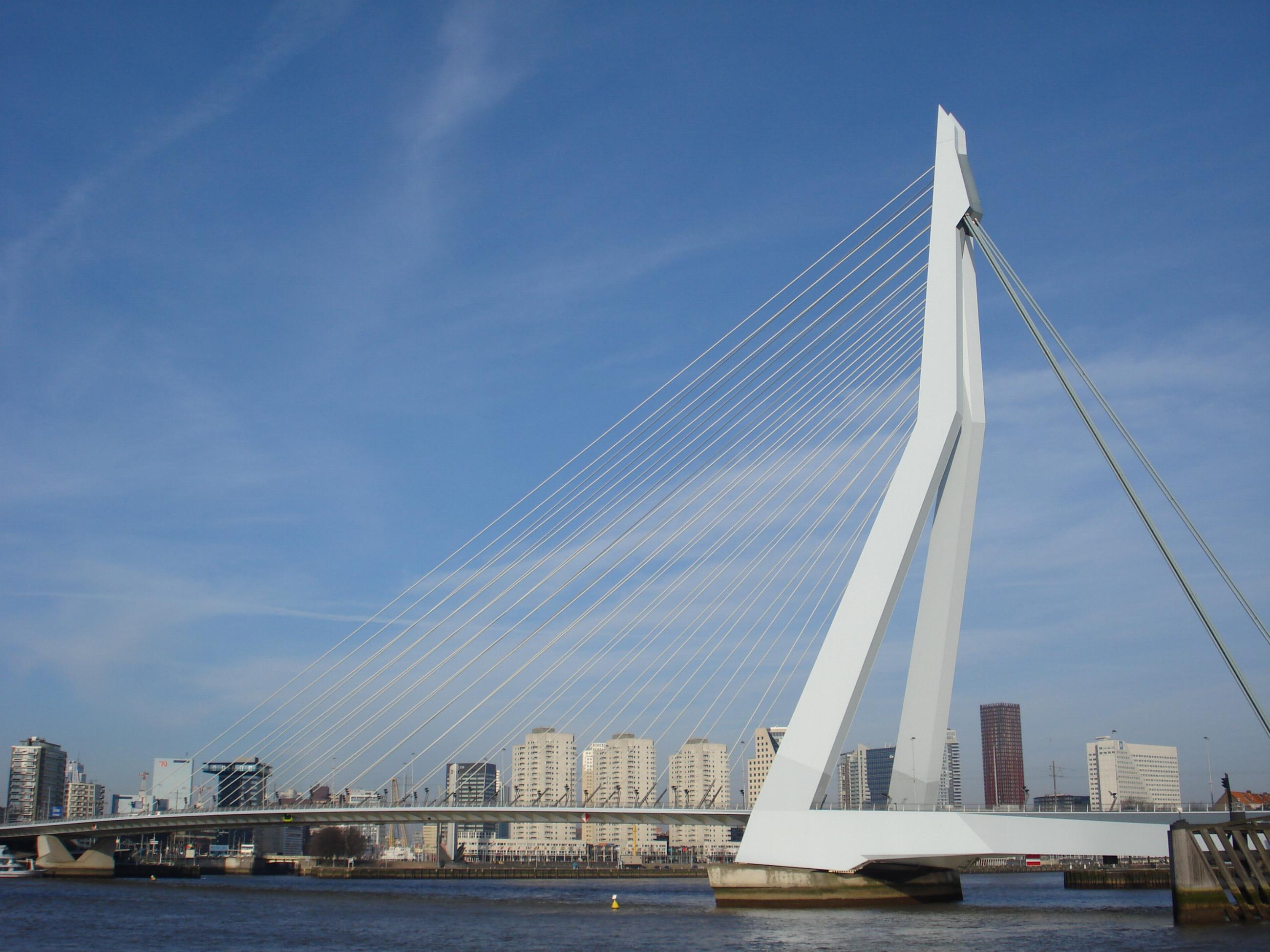
ニューウェ・マース川に架かるエラスムス橋
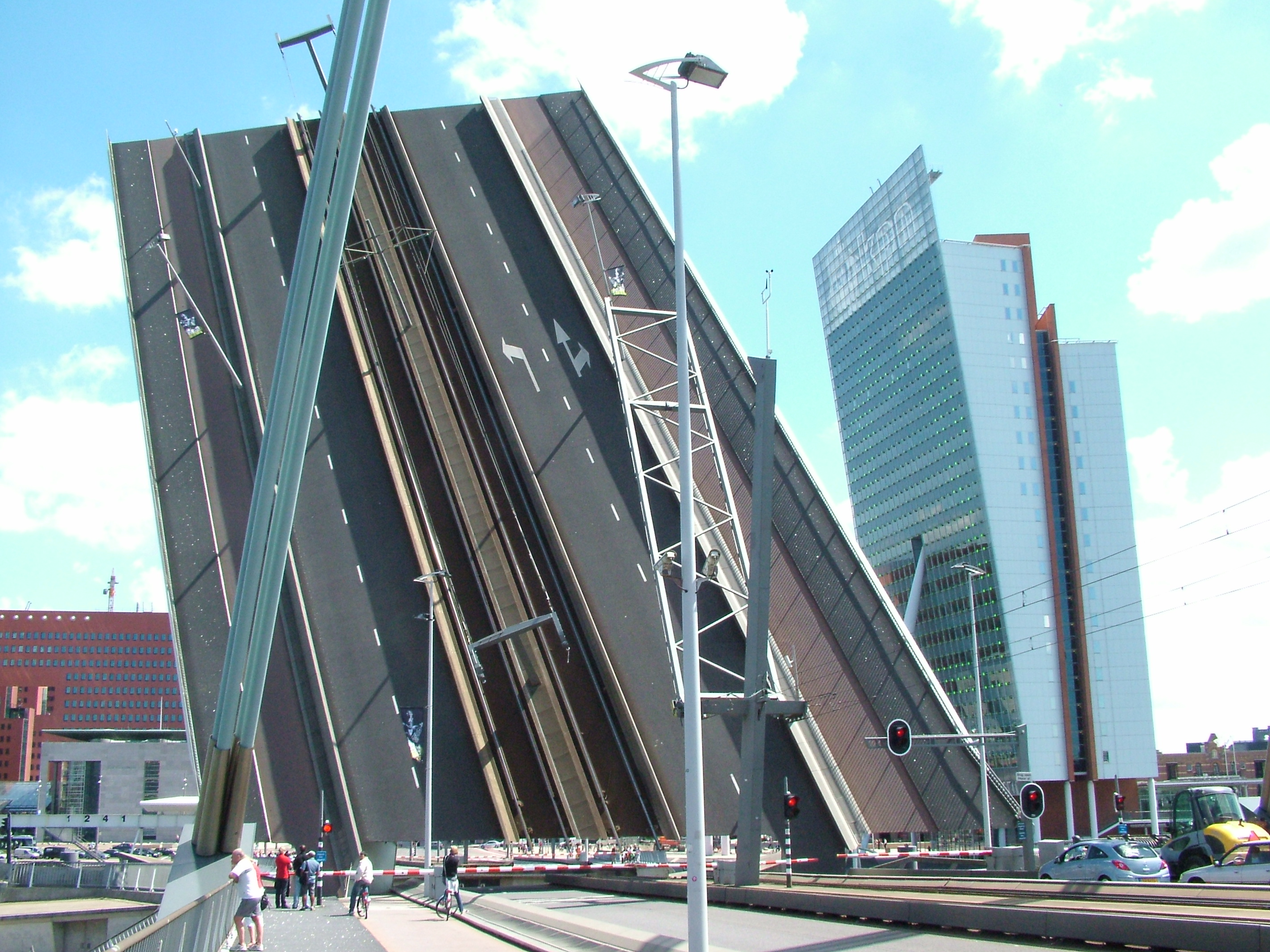
跳ね上がった状態のエラスムス橋

## DVD
ワーナー・ブラザース ホームエンターテイメントよりDVDが発売。
- DVD
  - WHO AM I?  [2枚組]　品番：DL24806　発売日：2006年8月25日　※日本公開版、US版収録
  - WHO AM I?  [1枚組]　品番：WTB24806　発売日：2010年4月21日　※US版のみ収録